# Forschungsfabrik Mikroelektronik Deutschland
Die Forschungsfabrik Mikroelektronik Deutschland (FMD) ist ein Forschungsverbund im Bereich der Mikro- und Nanoelektronik. Hier kooperieren Institute der zwei Forschungsorganisationen Fraunhofer-Gesellschaft und Leibniz-Gemeinschaft. Die Geschäftsstelle der FMD befindet sich in Berlin. Sie dient potenziellen Interessenten und Kunden für Fragestellungen um die Mikro-/ Nanoelektronikforschung und Entwicklung in Deutschland und Europa als zentrale Anlaufstelle. Rund 5400 Mitarbeiterinnen und Mitarbeiter bringen sich in der FMD institutsübergreifend in diesem Bereich ein. Vorsitzender des FMD-Lenkungskreises ist Albert Heuberger, geschäftsführender Institutsleiter des Fraunhofer-Institut für Integrierte Schaltungen.

## Tätigkeit
Neben den technologischen Angeboten für Sensorsysteme, Leistungselektronik, MEMS Aktoren, Microwave und Terahertz, Extended CMOS, Chip-Design/Chiplet-Design, Optoelektronische Systeme sowie Multi-Projekt-Technologien (MPW) bietet die FMD auch unterschiedliche Kooperationsmöglichkeiten bei der Bearbeitung von Forschungsfragestellungen in den Fokusthemen Ressourceneffizienz, Next Generation Computing, Sicherheit, Mobilität, Produktion und Kommunikation. Die institutsübergreifende Arbeit sowie die Technologien und Systeme der FMD-Institute werden unter anderem in einem 3D-Showroom präsentiert und die komplexen technischen Zusammenhänge dahinter erklärt.
Die Forschungsfabrik Mikroelektronik Deutschland (FMD) wurde 2017 gegründet und umfasst inzwischen 13 Fraunhofer- und 2 Leibniz-Institute. 
Nach 4 Jahren des Aufbaus wurde die FMD am 22. April 2021 verstetigt und ging offiziell in den Regelbetrieb über. 

## Institute
In der FMD kooperieren folgende Institute:

### Fraunhofer-Institute
- Fraunhofer-Institut für Angewandte und Integrierte Sicherheit
- Fraunhofer-Institut für Elektronische Mikrosysteme und Festkörper-Technologien
- Fraunhofer-Institut für Elektronische Nanosysteme
- Fraunhofer-Institut für Hochfrequenzphysik und Radartechnik
- Fraunhofer-Institut für Mikrostruktur von Werkstoffen und Systemen
- Fraunhofer-Institut für Nachrichtentechnik
- Fraunhofer-Institut für Angewandte Festkörperphysik
- Fraunhofer-Institut für Integrierte Schaltungen
- Fraunhofer-Institut für Integrierte Systeme und Bauelementetechnologie
- Fraunhofer-Institut für Mikroelektronische Schaltungen und Systeme
- Fraunhofer-Institut für Photonische Mikrosysteme
- Fraunhofer-Institut für Siliziumtechnologie
- Fraunhofer-Institut für Zuverlässigkeit und Mikrointegration

### Leibniz-Institute
- Ferdinand-Braun-Institut, Leibniz-Institut für Höchstfrequenztechnik (FBH) in Berlin
- Leibniz-Institut für innovative Mikroelektronik (IHP) in Frankfurt/Oder